# Acul-du-Nord (huyện)
Acul-du-Nord (Creole: Akil dinò) là một huyện ở tỉnhNord của Haiti.
Dân số là 105.300 người.
Mã số bưu chính ở huyện Acul-du-Nord bắt đầu với con số 12.
Huyện này bao gồm các đô thị sau:
- Acul-du-Nord
- Plaine-du-Nord
- Milot